# Imbringen
Imbringen (luxemburgisch Amberⓘ) ist eine Ortschaft in der Gemeinde Junglinster im Kanton Grevenmacher im Großherzogtum Luxemburg.

## Lage
Imbringen liegt im Tal der Weißen Ernz, die südlich am Dorf vorbeifließt. Unmittelbar östlich des Ortes mündet der Weißbach in die Weiße Ernz.  Nachbarorte sind Blascheid im Westen, Altlinster im Nordosten, Burglinster im Osten und Eisenborn im Süden.

## Allgemeines
Imbringen bestand früher nur aus ein paar Bauernhöfen und Mühlen. Heute wird der Ort vor allem durch freistehende Einfamilienhäuser geprägt.